# لیندا تامپسون (خواننده)
لیندا تامپسون (انگلیسی: Linda Thompson؛ زادهٔ ۲۳ اوت ۱۹۴۷) یک موسیقی‌دان است. وی از سال ۱۹۶۶ میلادی تاکنون مشغول فعالیت بوده‌است.